# Mugison
Mugison (født Örn Elías Guðmundsson 4. september 1976 i Reykjavík), er en islandsk musiker som  har fået en del opmærksomhed med hans originale musikalske udtryk som spænder bredt fra stille smukke ballader til støj.
Han fik sin første guitar da han var 14 år gammel, hvorpå han spillede en smule med sin tante. Senere spillede han rundt omkring på Island med sin far, indtil han lavede sin første cd, "Útbrot", som han tog til London og solgte for 10 pund pr. styk, så han kunne få råd til instrumenter og teknik.
Det var i 2003, med albummet "Lonely Mountain" at han fik sit endelige gennembrud. Han satte sig med familie, kæreste og et par nære venner, og håndsyede 10.000 covers til albummet, for at personliggøre sit første rigtige album. Albummet skabte en del opmærksomhed omkring ham, og i 2004 udgav han et nyt studiealbum "Mugimama is this monkeymusic?". Albummet blev et stort hit på Island, og indkasserede seks Island Music Awards, bl.a. for "bedste album" over blandt andre Björks "Medulla". Samme år udgav han "Niceland", et soundtrack til filmen af samme navn, instrueret af den islandske instruktør Fridrick Thor Fridricksson. Mugison har siden hen udgivet yderligere to soundtracks "Little Trip" og "Mýrin" – begge instrueret af Baltasar Kormákur.
Live har Mugison et ry for at levere nogle energiske koncerter, hvor blandt andet publikummet bliver samplet og brugt under udførelsen af numrene. Det er ikke altid at Mugison spiller live som one man band – det hænder at han også har et band med på scenen.
Mugison færdiggjorte sit tredje studiealbum i 2007.
Mugison færdiggjorte sit fjerde studiealbum i 2011.

## Diskografi
- Lonely Mountain (2003)
- Niceland (2004)
- Mugimama! Is This Monkey Music? (2004)
- Little Trip (2005)
- Mýrin (2006)
- Mugiboogie (2007)
- Haglél (2011)

## Galleri
Fotos: Hreinn Gudlaugsson (2009-2015)